# Agrilus sarawakensis
Agrilus sarawakensis é uma espécie de inseto do género Agrilus, família Buprestidae, ordem Coleoptera.
Foi descrita cientificamente por Hoscheck, 1931.